# Think of Laura
„Think of Laura” este un cântec compus de muzicianul american Christopher Cross. Lansat ca al treilea single de pe albumul Another Page, „Think of Laura” a fost al patrulea și ultimul cântec care a ajuns în Top 10 piese din clasamentul Billboard Hot 100, când a ajuns până pe locul al nouălea la începutul anului 1984. Cântecul a rămas timp de patru săptămâni în Top 40. A fost al treilea cântec al lui Cross care a atins primul loc în clasamentul adult contemporan, după „Never Be the Same” și „Arthur's Theme (Best That You Can Do)”. În acest clasament, „Think of Laura” a rămas timp de patru săptămâni pe primul loc.
Piesa a devenit un hit după ce televiziunea americană ABC a început să o folosească făcând referire la personajele din serialul General Hospital. Unul din supercuplurile serialului, Luke și Laura, erau destul de populari la acea vreme, iar cântecul a fost asociat cu dragostea personajului Luke față de Laura, care lipsise de mai multe luni. Cross a permis televiziunii ABC să îi folosească cântecul în acest context; totuși, a compus acest cântec în onoarea unei colege de la Universitatea Denison, Laura Carter, care a fost omorâtă de un glonte care a ricoșat dintr-o dispută armată între patru oameni care s-a desfășurat în fața blocul de alături.
Grupul american de R&B Boyz II Men a făcut un cover după această piesă, numindu-l „The Aaliyah Song”, ca tribut adus cântăreței Aaliyah. A fost înregistrată și o variantă live de către duetul filipinez Dominic & Burton.

## Legături externe
- Versurile complete ale acestei piese pe MetroLyrics